# Coggabata
Coggabata, nebo Congavata / Concavata, (moderní název zní Drumburgh) byla římská pevnost Hadriánova valu. Ležela mezi pevností Aballava (moderní název Burgh by Sands) na východě a pevností Mais (Bowness-upon-Solway) na západě. Byla postavena na výšině, z níž se otevírá výhled na rovinatější krajinu na východě a západě, a také na pobřeží zálivu Solway Firth na severu. Jejím úkolem bylo chránit jižní stranu dvou významných brodů, Stonewath a Sandwath.   

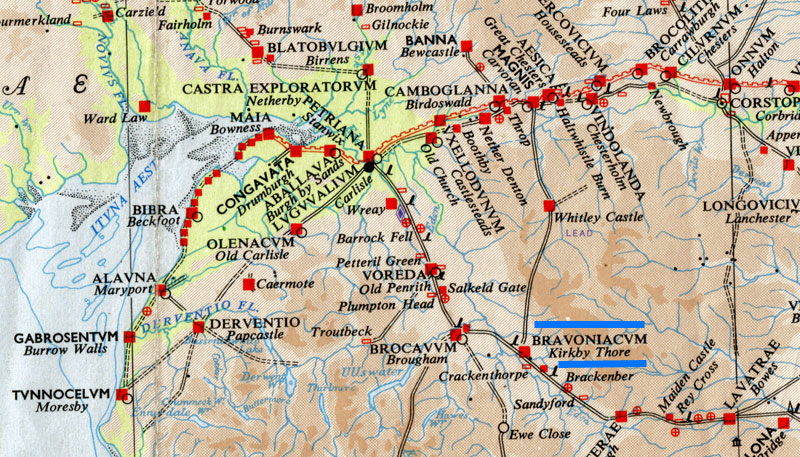
Hadriánův val, poloha pevnosti, zde pod názvem Congavata, Drumburgh

Dokument Notitia Dignitatum uvádí jméno pevnosti v podobě 'Congavata'. Na bronzovém poháru Rudge Cup s názvy pěti římských pevností má ale podobu 'Coggabata'.   

## Popis

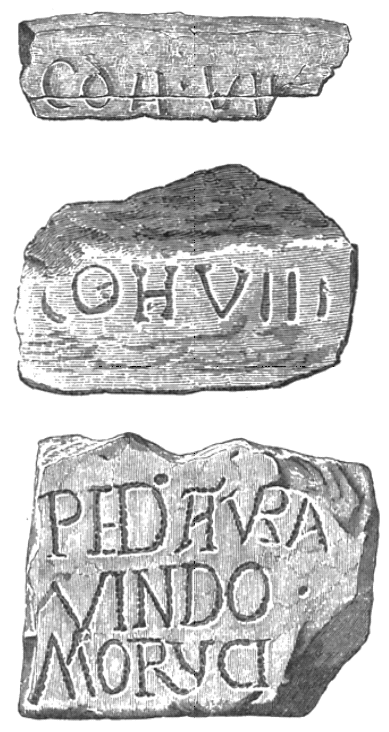
Římské nápisy nalezené v této lokalitě

Pevnost tvaru obdélníka byla postavena z kamene, přičemž Hadriánův val procházel podél její severní strany. Měřila 82  m od severu k jihu a 96  m od východu na západ, takže rozkládala na ploše menší než 8 100 m2. Val je v tomto místě široký bezmála tři metry a je také z kamene. Stojí na základech staršího valu z hlíny a drnů (Turf Wall). V  každé ze čtyř stran pevnosti byla brána, severní branou se procházelo na druhou stranu valu. 
Jak ukázala technologie LIDAR, z pevnosti vedla na jihozápad římská silnice, která ji spojovala s další, blízkou římskou pevností u vesnice Kirkbride. Přes severní zeď starověké pevnosti stojí panské sídlo Drumburgh Castle, které postavili výhradně z římských kamenů (z červeného pískovce).

## Posádka
Notitia Dignitatum uvádí, že zdejší posádku tvořila Druhá kohorta Lingonů, ale vzhledem k malé velikosti pevnosti šlo jen o jednotku z ní vyčleněnou. 

## Archeologické nálezy
V lokalitě probíhaly vykopávky v roce 1899, kdy byla odhalena kamenná pevnost. V jejím severozápadním rohu byla nalezena sýpka. Vykopávky v roce 1947 ukázaly, že tato kamenná pevnost byla postavena v areálu o něco větší, starší pevnosti, jejíž hliněné hradby byly srovnány se zemí. Původní pevnost zřejmě patřila k počáteční, hliněné podobě Hadriánova valu v hrabství Cumbria, a když jej nahradil val z kamene, postavili z téhož materiálu i pevnost. To by ji zařazovalo přibližně do roku 160 našeho letopočtu. V blízkosti pevnosti dosud nebyly zjištěny žádné známky civilního osídlení (vicus). 